# Бокелвиц
Бокелвиц (њем. Bockelwitz) општина је у њемачкој савезној држави Саксонија. Једно је од 61 општинског средишта округа Средња Саксонија. Према процјени из 2010. у општини је живјело 2.716 становника. Посједује регионалну шифру (AGS) 14522040.

## Географски и демографски подаци
Бокелвиц се налази у савезној држави Саксонија у округу Средња Саксонија. Општина се налази на надморској висини од 229 метара. Површина општине износи 47,6 km².

## Становништво
У самом мјесту је, према процјени из 2010. године, живјело 2.716 становника. Просјечна густина становништва износи 57 становника/km².